# Queenmaker
Queenmaker  (en hangul, 퀸메이커; romanización revisada del coreano: Kwinmeikeo) es una serie de televisión web surcoreana dirigida por Oh Jin-seok y protagonizada por Kim Hee-ae, Moon So-ri y Ryu Soo-young. Se emite en la plataforma Netflix desde el 14 de abril de 2023.

## Sinopsis
Hwang Do-hee (Kim Hee-ae) es una brillante asesora de imagen que estaba al mando de la oficina de planificación estratégica de una gran empresa, Eunseong Group, y que sabe cómo manipular la opinión pública con su trabajo. Un día se une al equipo de campaña electoral de Oh Seung-sook (Moon So-ri), una abogada de derechos humanos que se postula para alcaldesa de Seúl. Oh Seung-sook es una persona que se pone del lado de los débiles y aspira a mejorar sus condiciones desde la alcaldía de la ciudad. Dos mujeres de muy distinta trayectoria de vida se unen con un objetivo común.

## Reparto

### Principal
- Kim Hee-ae como Hwang Do-hee, quien dejó la dirección de la oficina de planificación estratégica de Eunsung Group para convertir a una abogada en alcaldesa de Seúl, y vengarse de sus antiguos jefes.[5][6]
- Moon So-ri como Oh Kyung-sook, una abogada de derechos humanos a la que llaman el «rinoceronte de la justicia» por su capacidad de resistencia ante las dificultades, candidata en las elecciones a la alcaldía de Seúl.[5][6]
- Ryu Soo-young como Baek Jae-min, un conocido presentador de noticias en televisión que también se convierte en candidato a alcalde de Seúl.[7][8]

### Secundario
- Seo Yi-sook como Son Young-sim, la presidenta de Eunsung Grou.[9][10]
- Kim Tae-hoon como Ma Joong-seok, exmarido de Do-hee y director de campaña del Partido Nacional de Reforma.[11]
- Ok Ja-yeon como Guk Ji-yeon: exsecretaria de Chae-ryeong que se convierte en directora de planificación estratégica.[12]
- Jin Kyung como Seo Min-jeong, miembro de la Asamblea Nacional.[13]
- Lee Geung-young como Carl Yoon, el jefe de campaña de Baek Jae-min que ha reinado en las elecciones.[14]
- Kim Byeong‑ok como Yang Sun-dong, el líder nacional del partido de Oh Kyung-sook.[15]
- Yoon Ji-hye como Eun Seo-jin: la hermana de Chae-ryeong.
- Kim Sae-byuk como Eun Chae-ryeong, directora gerente de Eunseong Group y esposa de Jae-min.[16]
- Seo Eun-ah como Seon-young, quien trabaja en el equipo de campaña de Oh Kyung-sook.[17]
- Kim Ho-jung como Lee Cha-sun, una veterana fuerte y partidaria de Hwang Do-hee.[18]
- Ki Do-hoon como Yoon Dong-joo, una persona que ayuda a Kyung-sook y se involucra en las elecciones.[19]
- Kim Sun-young como Kim Hwa-soo, gerente general de la coalición de reincorporación de trabajadoras que luchó contra la tiranía de los grandes almacenes Eunseong.[19]
- Park Sang-hoon como Kang Hyun-woo, hijo de Kyung-sook.[19]
- Hyeon Bong-sik como Kang Moon-bok, marido de Kyung-sook.[19]

## Producción
El primer título que recibió la serie fue el de W: City of Immortal Women. Los dos papeles protagonistas femeninos se ofrecieron en octubre de 2020 a Kim Sun-a y Uhm Jung-hwa. Ninguna de las dos tomó parte en ella. Un año después, en noviembre de 2021 Netflix confirmó la aparición de Kim Hee-ae y Moon So-ri y la producción de la serie.
El propósito del director Oh Jin-seok en esta serie es «hacer un trabajo que incluso aquellos que no están interesados en la política puedan disfrutar lo suficiente observando el estilo y la actuación de cada personaje, independientemente del género». Oh Jin-seok ha sido también el director de las series Yong Pal (2015) y My Sassy Girl (2017).
El rodaje estaba en marcha en agosto de 2022. El 17 de marzo de 2023 Netflix confirmó la fecha de lanzamiento y publicó un cartel y un tráiler de la serie. El 11 de abril se presentó en conferencia de prensa en Seúl.